# Grimmia glauca
Grimmia glauca är en bladmossart som beskrevs av Jules Cardot 1905. Grimmia glauca ingår i släktet grimmior, och familjen Grimmiaceae. Inga underarter finns listade i Catalogue of Life.